# The Vision, the Sword and the Pyre - Part 2
The Vision, the Sword and the Pyre Part.2 è il  diciottesimo album della progressive rock band Eloy pubblicato nel 2019.

## Tracce
1. An Instant Of Relief... Still The War Rages On – 6:28
2. Between Hope, Doubts, Fear And Uncertainty – 2:12
3. Patay – 5:23
4. Joy – 3:45
5. Reims... The Coronation Of Charles VII – 2:29
6. Résumé – 2:44
7. Armistice Or War? – 4:25
8. Paris – 3:47
9. Abandoned – 4:43
10. Compiégne – 9:46
11. Tormenting Imprisonment – 4:40
12. Rouen – 7:24
13. Eternity – 3:48

## Componenti
- Frank Bornemann — voce, chitarra
- Michael Gerlach — tastiere
- Klaus-Peter Matziol - tastiera
- Helge Engelke - basso
- Kristof Hinz - batteria